# Wielka ilustrowana encyklopedia powszechna
La Wielka ilustrowana encyklopedia powszechna (WIEP) est une encyclopédie universelle polonaise publiée entre 1929 et 1938 par la maison d'édition Wydawnictwo Gutenberg de Helge Fergo à Cracovie. 22 volumes ont été publiés.

## Contenu
20 volumes principaux et 2 suppléments ont été publiés :
| Volume | De                           | à                       | pages | commentaires |
| ------ | ---------------------------- | ----------------------- | ----- | ------------ |
| 1      | A                            | Assuan                  | 320   |              |
| 2      | Assurbanipal                 | Caudry                  |       |              |
| 3      | Cauer Emil                   | Dewon                   | 320   |              |
| 4      | Dewsbury                     | Europa                  |       |              |
| 5      | Europejska równowaga         | Grecka                  |       |              |
| 6      | Grecki język                 | Izasław                 |       |              |
| 7      | Izaszar                      | Kolejowe rozkłady jazdy |       |              |
| 8      | Kolejowe sądy rozjemcze      | Laud                    |       |              |
| 9      | Lauda                        | Małpy                   |       |              |
| 10     | Małże                        | Morny Charles Auguste   |       |              |
| 11     | Moroksyt                     | Optyka                  |       |              |
| 12     | Optymaci                     | Polowanie               |       |              |
| 13     | Polska                       |                         |       |              |
| 14     | Polska Agencja Telegraficzna | Rewindykacja            |       |              |
| 15     | Rewir                        | Serbia                  |       |              |
| 16     | Serbowie                     | Szkocja                 |       |              |
| 17     | Szkocka literatura           | Victor                  |       |              |
| 18     | Victor                       | Żyżmory                 |       |              |
| 19     | A                            | G                       |       |              |
| 20     | H                            | Ż                       |       |              |
| 21     | A                            | M                       |       |              |
| 22     | N                            | Z                       |       |              |

En 1992-1998, la maison d'édition Kurpisz s.c. a publié une réimpression de cette encyclopédie. La réimpression comprenait 18 volumes avec des entrées de A à Z, 4 volumes supplémentaires, un index, 3 volumes de mise à jour, 11 volumes supplémentaires et 11 volumes d'ABC Świat (48 volumes au total). Les volumes de l'ABC Świat sont dotés d'une couverture couleur supplémentaire. Parallèlement, une réimpression de cette encyclopédie a été publiée par Gutenberg Print. Dans cette édition, les 22 volumes de la réimpression ont été complétés par 24 volumes du supplément contemporain (46 volumes au total). Cette publication simultanée a conduit les éditeurs à s'accuser mutuellement de fraude.